# غرا ليغيا
غرا ليغيا (Γρα Λυγιά) هي مدينة في لاسيثي في اليونان.
يبلغ عدد سكانها حوالي 1281 نسمة.